# Ветковский заказник
Ветковский биологический заказник — биологический заказник в Беларуси в южной части Ветковского района Гомельской области. Площадь 5,9 га. Создан в 1978 году с целью охраны дикорастущих лекарственных растений. На территории заказник запрещается проведение осушительных работ, добыча торфа, выпас скота и сенокошение ранее сроков, обеспечивающих семенное возобновление растений, а также сбор ягод (черники, брусники и других) при помощи механических приспособлений (гребёнок, скребков, и других). Упразднен в 2007 году.